# Докембрій
Доке́мбрій (англ. Pre-Cambrian, Eozoic, нім. Präkambrium n) — частина історії Землі, що передувала кембрію. Це найдавніший і найтриваліший етап розвитку земної кори. Почався з утворення планети і скінчився 541,0±1,0 млн років тому. Тривав, таким чином, близько 4 млрд років. Докембрій поділяється на три еони: гадей, архей і протерозой. Відклади, що сформувалися протягом докембрія, виходять на поверхню в межах кристалічних щитів, зокрема Українського щита. З докембрійськими товщами пов'язаний різноманітний комплекс корисних копалин: понад 70 % запасів залізних руд, 63 % — марганцевих, 73 % — хромових, 61 % — мідних, 72 % — сульфідних нікелевих, 93 % — кобальтових, 66 % — уранових руд, а також родовища алюмінієвої сировини (кіаніт і силіманіт, боксити). У докембрію містяться найбагатші поклади залізних руд залізистих кварцитів і джеспілітів.

## Від початку виникнення Землі до 570млн років тому
Епоха докембрію продовжувалася з моменту утворення Землі до появи перших багатоклітинних організмів приблизно 570 млн років тому. Вік найдавніших з відомих нам гірських порід становить 3,9 млрд років, так що про юність нашої планети ми знаємо мізерно мало. Причому навіть ці гірські породи перетерпіли за мільярди років настільки великі трансформації, що мало про що можуть нам розповісти.
Близько 2,5 млрд років тому вся земна суша була, як видно, об'єднана в один величезний надматерик, що згодом розколовся на декілька материків.
До кінця епохи докембрію материки знову злилися, утворивши новий надматерик. Усі ці пертурбації на суші і на морі супроводжувалися грандіозними кліматичними змінами. Протягом докембрію світ пережив принаймні три льодовикових періоди. Найбільш древній почався близько 2,3 млрд років тому. Найграндіозніше заледеніння за всю історію нашої планети відбулося між 1 млрд і 600 млн років тому.
Рання атмосфера Землі не містила кисню. Вона складалася в основному з газів метану й аміаку, меншої кількості сірководню, водяної пари, азоту і водню, а також окису і двоокису вуглецю. Однак з виникненням життя на Землі картина різко змінилася. Перші клітини. Метан та інші гази, що утримувалися в первісній атмосфері Землі, розчинялися у воді морів, озер і калюж, утворюючи складний хімічний «бульйон». Лабораторні дослідження показали, що під впливом розряду блискавки в такому «бульйоні» починають відбуватися хімічні реакції й утворюються складніші хімічні сполуки, дуже подібні з тими, що зустрічаються в живих клітинах. В остаточному підсумку деякі з органічних сполук придбали здатність до самовідтворення, тобто почали створювати копії самих себе. У тім же «бульйоні» утримувалися і жирові кульки. Коли вітер сильно перемішував «бульйон», деякі складні з'єднання могли попадати всередину цих жирових кульок і залишатися там «під замком». Згодом ці гібридні структури еволюціонували в живі клітини, оточені жировою оболонкою.
Матерія життя. Усі живі істоти містять визначений набір особливих хімічних сполук.
Клітина в основному складається з протеїнів або із синтезованих ними речовин. Усі протеїни, що зустрічаються в живій матерії, утворюються нитками особливих хімічних речовин — амінокислот. Клітини містять також іншу хімічну речовину — АТФ, використовуване для нагромадження енергії.
Програма створення нових клітин — і навіть нових тварин або рослин — існує у виді спеціального хімічного коду, що утримується в довгій молекулі під назвою ДНК. Кожен різновид живих організмів володіє своїм особливим типом ДНК. Усі ці речовини — протеїни, АТФ і ДНК — містять вуглець, тобто є органічними сполуками. Але яким же чином виникли перші органічні речовини?
Життя ставить експерименти. Гази, що утворювали ранню атмосферу Землі, поступово розчинялися у Світовому океані, і в ньому виник свого роду «теплий суп» з хімічних сполук. Оскільки в атмосфері не було кисню, у ній був відсутній озоновий шар (озон — різновид кисню), що міг би захистити земну поверхню від шкідливого ультрафіолетового сонячного випромінювання.
У 20-і рр. XX ст. російський вчений Олександр Опарін і англійський вчений Джон Холдейн висунули гіпотезу, відповідно до якої багато мільйонів років це випромінювання, разом з розрядами блискавок, створювало в хімічному «бульйоні» все більш і складніші хімічні сполуки, поки нарешті не виникла одна органічна сполука — ДНК, здатна відтворювати саме себе.
У 50-і рр. XX ст. американський хімік Стенлі Міллер вирішив перевірити цю гіпотезу. Він змішав метан і аміак над поверхнею теплої води і пропустив через них електричний струм, створивши щось на зразок блискавки. Міллер повторив цей експеримент багаторазово, змінюючи склад газової суміші і температурний режим. У декількох випадках він знайшов, що усього через 24 години приблизно половина вуглецю, що утримувалась в метані, перетворилася в органічні сполуки типу амінокислот. Виходить, можна зробити висновок, що при достатньому часі і відповідному складі газової суміші точно так само могли утворюватися і складніші хімічні сполуки, можливо, навіть ті з них, що входять до складу ДНК.

## Перші живі клітини
Хімічний «бульйон» у первісному океані ставав все густішим, і в ньому формувалися все нові і нові з'єднання. Деякі з них утворювали на поверхні води тонкі суцільні плівки — на зразок плівки з нафти, що розлилася на море. Вода перемішувалася, наприклад під час шторму, і плівка розривалася на окремі сферичні утворення, схожі на нафтові кульки. В середині яких виявлялися окремі хімічні сполуки, що починали походити на дійсні живі клітини. Як тільки молекули ДНК утворювалися в «бульйоні» і опинялися разом з іншими речовинами всередині такої оболонки, як це поклало початок життя на Землі.
Перші клітини багато в чому нагадували сучасні бактерії. Необхідну енергію вони виробляли, розщеплюючи неорганічні з'єднання. Клітини могли витягати вуглець з метану, а також з окису і двоокису вуглецю, розчинених у воді.
Із сірководню й інших з'єднань, що його містили, вони витягали водень. Усі ці елементи клітини використовували для відтворення нової живої матерії. Подібні бактерії в наш час зустрічаються навколо гарячих мінеральних джерел і діючих вулканів.
Примітивні форми бактерій і ціаней (синьо-о-зелених водоростей) і донині в великій кількості зустрічаються в гарячих мінеральних джерелах. Деякі з них використовують мінеральні речовини з цих джерел, як «сировину» для фотосинтезу.
Вчені думають, що життя могло зародитися в аналогічному середовищі.

## Приборкуючи енергію Сонця
Наступний найважливіший етап в еволюційному процесі — приборкування сонячної енергії живою матерією. Замість того щоб витягати енергію з неорганічних з'єднань, клітини стали використовувати безпосередньо енергію сонячних променів.
Це поклало початок фотосинтезові, особливому процесові, в ході якого рослини синтезують живильні речовини за допомогою енергії сонячного світла. Замість того щоб добувати потрібний клітинам водень з таких речовин, як сірководень, вони навчилися витягати його з куди більш розповсюдженої субстанції — води.

## Фотосинтез: величезний стрибок еволюції
Рослини, водорості і деякі види бактерій «захоплюють» сонячне світло за допомогою пофарбованих хімічних сполук, що утримуються в клітинах, — так званих пігментів. Цю світлову енергію вони використовують для синтезу всіх органічних сполук, необхідних їм для росту і розмноження. Такий процес називають фотосинтезом, що означає «створення за допомогою світла». Щоб із простих хімічних речовин, наприклад води або вуглекислого газу, створити складні з'єднання, скажемо сахарозу або протеїни, що зустрічаються в живих клітинах, потрібно затратити визначену кількість енергії. Багато в чому це нагадує зведення стіни: щоб піднімати цеглини на верхівку стіни і закріплювати їх в потрібному місці, вам необхідна енергія. При фотосинтезі ця енергія надходить із сонячного світла. Вуглекислий газ (утримуючий вуглець і кисень) і вода (що складається з водню і кисню) дають вуглець, кисень і водень. З них синтезуються сахароза та інші органічні сполуки, що утворились в ході фотосинтезу. При цьому витрачається не весь кисень, частина його викидається в атмосферу.
Щоб вловлювати сонячні промені, ці нові фотосинтезуючі клітини виробляли пігменти — пофарбовані речовини, здатні поглинати світло. До того часу життя на Землі було тьмяним і безбарвним. А тепер воно заграло різнобарв'ям. Відтепер живі організми перестали бути прив'язаними до місць з особливо енергоємними речовинами: вода і сонячне світло виявилися набагато доступнішими джерелами енергії.
Нові фотосинтезатори жили в основному в мінеральних джерелах і теплих прибережних водах морів, де було достатньо мілко для того, щоб до них доходило сонячне світло, і в той же час досить глибоко, щоб охороняти їх від згубного впливу ультрафіолетового випромінювання. Деякі з клітин продовжували виділяти водень із сірководню; їхні нащадки і донині зустрічаються поруч гарячих мінеральних джерел.
Живі строматоліти в затоці Шарк, Австралія. Оскільки в строматолітах відбувається фотосинтез, вони витягають з води розчинений у ній вуглекислий газ. При цьому з розчину виділяється карбонат кальцію (вапно). Клейкий слиз, що виробляють строматоліти, захоплює крихітні частинки вапняку, і в підсумку утворюються нові шари вапняку.
Зображення викопного строматоліту в розрізі, на якому добре видні шари вапняку і ціанобактерій.

## Епоха строматолітів
Одні із самих ранніх фотосинтезуючих організмів, що дійшли до нас у викопному виді, — строматоліти (див. також с. 34). На перший погляд здається, що ці дивні структури складаються з безлічі вапнякових кілець, розділених тонкими конічними прошарками. Насправді ж їх утворили примітивні організми, схожі на найпростіших ціанобактерій, яких іноді називають синьо-зеленими водоростями. Строматоліти відрізнялися неймовірним розмаїттям форм і розмірів. Одні були округлі, як картоплини, інші конусоподібної форми, треті — високі і тонкі або навіть гіллясті.
Скам'янілі строматоліти зустрічаються по всьому світі. У багатьох місцях вони утворюють величезні рифи, що найчастіше піднімаються з морського дна на сотні метрів крізь товщу прозорої води, подібно сучасним кораловим рифам у тропіках. Найдавніші викопні строматоліти були виявлені в Західній Австралії, у гірських породах віком 2,8 млрд років. Однак непізнані структури, що, на думку вчених, також могли б виявитися скам'янілими строматолітами, зустрічаються навіть у породах віком не менш 3,5 млрд років. Живі строматоліти живуть на Землі й у наші дні. Вони, як і їхні далекі предки, віддають перевагу теплому мілководдю. Однак нинішній ареал строматолітів обмежений лише тими місцями, де мало тварин, що ними харчуються.

## Червоноколірні відкладення
Деякі з найдавніших скам'янілостей, в тому числі й багато строматолітів, зустрічаються в гірських породах, іменованих сланцями, що нехарактерно для осадових порід пізніших епох. Це довго ставило в тупик геологів, поки до них нарешті не дійшло, що формування подібних шарів поєднано з життєдіяльністю строматолітів. Поступово концентрація кисню в океанах збільшувалася, і він почав вступати в хімічні реакції з розчиненим у воді залізом. Утворилися так звані органелли із власною оболонкою. У кожнім відсіку було особливе внутрішнє середовище, тому в різних частинах клітини відтепер відбувалися різні процеси. Тепер хімічні реакції в клітинах стали протікати набагато ефективніше. ДНК- речовина, що містить генетичний код, — упорядкувалася в спеціальні структури — хромосоми. Вчені думають, що ці нові клітки утворилися, коли аеробні клітини стали проникати всередину інших клітин — можливо, для захисту від нових «хижих» клітин. При цьому нові клітини ділились між собою енергією і хімічними сполуками, які виробляли.
Приблизно 2,2 млрд років тому на суші також почали формуватися осадові породи нового типу — так названі червоноколірні відкладення. Ці породи містили велику кількість окисів заліза, що додавало їм червонуватий відтінок кольору іржі. Виходить, на той час кисень з'явився й в атмосфері. Усе залізо в океані було вже зв'язане, і надлишок кисню попадав в атмосферу у виді газу.

## Отруєні киснем
Протягом усього докембрію концентрація кисню в атмосфері Землі постійно зростала. Однак багатьом живим організмам того часу це не принесло нічого гарного. Для них це було рівнозначно грандіозному атмосферному забрудненню. Адже перші живі організми виникли в безкисневому середовищі, і кисень виявився для них смертельною отрутою. Багато видів зникли з лиця Землі — це було перше велике вимирання в її історії. Воістину несповідимі шляхи еволюції: сьогодні ми не мислимо життя без кисню, а для перших живих організмів кисень в атмосфері був смертельний.
В остаточному підсумку еволюція породила на світ клітини, здатні не просто вижити в кисневому середовищі, але і звернути її собі на благо. Адже деякі сполуки, що утворюються при фотосинтезі, можуть за допомогою кисню розщеплюватися, а енергія, що при цьому виділяється може використовуватися для створення цілого ряду нових сполук. У більшості живих клітин і зараз так протікає процес подиху. Вчені називають його аеробним типом подиху («аеробний» означає «такий, що використовує повітря»). В ході цього процесу енергії вивільняється набагато більше, ніж при будь-яких інших процесах біологічного розпаду, що відбуваються без участі кисню. Деякі «дихаючі» клітини навіть набули здатності поглинати інші клітини, використовуючи їх як їжу.

## Найперші клітини
Найперші клітини, так названі прокаріоти, були вкрай примітивні. Усі хімічні речовини, що містилися в них, включаючи ДНК із генетичним кодом, були перемішані і розкидані по всій клітині. У пізніших — еукаріотних — клітинах були маленькі внутрішні відділення з власною оболонкою. Вони містили хімічні речовини для певних реакцій, причому в кожному з них було саме те середовище, що необхідне для найбільш швидкого плину даної реакції. ДНК були зосереджені в хромосомах, що знаходяться всередині клітинного ядра, оточеного ядерною оболонкою. Ядро керувало всією життєдіяльністю клітини.

## Готуючи сцену для еволюції
Кисень в атмосфері накопичувався, і там почав формуватися озоновий шар, що поглинав шкідливе ультрафіолетове випромінювання Сонця. Тепер життя змогло переміститися ближче до поверхні океанів і навіть проникнути у вологі прибережні райони суші. Ціанобактерії також ставали все складніші. Вони почали групуватися в грудки і тонкі нитки. І все ж таки нові аеробні клітини, що дихали киснем, поступово брали гору.
Мінливість — каталізатор життя. Ще важливіше те, що нові клітини стали розмножуватися зовсім іншим способом. Замість того щоб просто поділятися навпіл і утворювати дві інші клітини — точні копії попередньої, ці нові клітини почали проробляти щось дивне. Дві клітини зливалися в одну, обмінювалися частиною своїх ДНК, а потім знову поділялися на дві або більше нових клітин. Це називається статевим розмноженням. Нові клітини відтепер володіли змішаною ДНК від обох своїх батьків. Статеве розмноження привело до різкого зростання мінливості серед клітин, що, в свою чергу, дало могутній поштовх еволюційному процесові.

## Перше велике вимирання
Пізній докембрій ознаменувався грандіозними природними катаклізмами. Вони супроводжувалися численними виверженнями вулканів, землетрусами і горотворчими процесами. Величезна кількість викинутого в атмосферу, вулканічного попелу, призвела до охолодження клімату; величезні масиви суші насунулися на полюс, і по всій земній кулі розповзлися гігантські льодовикові покриви.
В цей період вимерло дуже багато видів древніх організмів. Зрештою льоди почали танути, рівень океану поступово підвищувався, і вода затопила прибережні райони материків. Для істот, що жили на мілководді, відкрилися нові, ще не зайняті угіддя з необмеженими можливостями ведення спеціалізованого способу життя. До того часу небезпечне ультрафіолетове випромінювання Сонця досягало поверхні Землі набагато менше, ніж колись, оскільки воно не могло подолати щільний озоновий шар. Крім того, кисню в атмосфері тепер стало більше, що цілком влаштовувало нове покоління живих організмів.
Сьогодні у верхніх шарах Світового океану живе безліч найрізноманітніших одноклітинних організмів. Багато з них, мабуть, дуже схожі на ті, що населяли моря докембрійської епохи. Вгорі: перед вами мікроскопічні склоподібні кістяки радіолярій — одноклітинних тварин з довгими тонкими відростками, покритими клейким слизом, за допомогою яких вони ловили здобич — крихітні організми. Внизу: вапнякові багатокамерні мушлі форамініфер — важливі керівні викопні. Ці мушлі утворюють основу деяких видів вапняку. Подібно радіоляріям, одноклітинні форамініфери мали довгі клейкі відростки для вилову здобичі.

## Виникнення багатоклітинних
Ніхто цілком не знає, як саме виникли перші багатоклітинні тварини. Можливо, у якийсь момент клітини, що розділилися, перестали цілком відокремлюватися один від одного. Або, навпаки, різні клітини почали поєднуватися і самоорганізовуватися. На перший погляд це здається неймовірним, але не поспішайте з висновками. У 1907 р. біолог X. Дж. Вілсон провів ряд експериментів з губками. Він розрізав червону губку на дрібні шматочки і став пропускати їх через спеціальну установку, щоб відокремити клітини одну від одної — поки нарешті не отримав осад червоного кольору в графині з водою. На його чималий подив, за лічений час клітини знову згрупувалися в єдине ціле. Потім вони поступово почали самоорганізовуватися в нову губку, формуючи камери, канали і гіллясті трубочки. Через тиждень губка була як новенька. Можливо, саме так і утворилися перші багатоклітинні тварини.
Нині існують і такі дивні створіння, як слизовики, або міксоміцети. Вони схожі на яскраво пофарбовані грудки слизу, що повзуть по землі або по корі дерев. Один з різновидів слизовиків, клітинні слизовики, які велику частину свого життя проводять у вигляді окремих клітин, що копошаться в ґрунті, де вони годуються бактеріями. Але коли запас їжі висихає, кожна клітина виробляє особливу речовину, що залучає інші клітини слизовика. Мільйони таких клітин збираються разом і утворюють величезну клітинну масу, що сильно схожа на багатоклітинний організм. Ця маса пересувається і реагує на світло і хімічні речовини, немов єдина тварина. В вирішальному підсумку слизовик з'являється у виді плодоносного тіла, багато в чому схожого на спорангій якого-небудь гриба. У нього є висока ніжка з захисною зовнішньою оболонкою, а зверху розташовується мішечок зі спорами.
Мітки в мулі. В цих ранніх м'якотілих тварин було мало шансів зберегтися у викопному виді. Однак вони залишили в гірських породах свої сліди або, точніше, відбитки. Ямки, з яких м'якотілі добували їжу, відбитки тіл і мітки в товщі мулу, де вони відпочивали, знайшли в гірських породах, вік яких 700 млн років і більше. Втім, у відкладеннях, аж до тих, вік яких 640 млн років, такі сліди трапляються вкрай рідко. До цього періоду саме підійшло до кінця заледеніння пізнього докембрію і сформувалися умови для нового грандіозного еволюційного вибуху.
Одна істота або безліч організмів? У відповідь на хімічний «сигнал» мільйони амебоподібних клітин слизовика збираються разом і утворюють плівку, що рухається, яка в кінцевому підсумку виділяє із себе спорові капсули на довгих ніжках, що нагадують, багато в чому, найпростіші гриби.

## ТвариниЕдіакарію
У віддаленій частині Південної Австралії, у Едіакарських горах, зустрічаються древні мілководні і берегові осадові породи, вік яких 640 млн років. Тут збереглося безліч викопних решток тварин докембрійської епохи. У цих породах виявлено щонайменше 30 різних родів багатоклітинних організмів; варто помітити, що схожі скупчення скам'янілостей зустрічаються в гірських породах того ж віку в багатьох місцях по всій земній кулі.
Тварини Едіакар жили переважно на морському дні. Вони годувалися в шарі органічної речовини (детриту), що покритий донним мулом, утвореним рештками безлічі одноклітинних організмів, що населяли товщу води над ними. Плоскі і кільчасті хробаки плавали над самим дном або плазували серед опадів. Поспішати їм було нікуди, тому що хижаків (тварин, що харчуються іншими тваринами) тут було дуже мало.
Морське пір'я піднімалося з морського дна, подібно якимсь пір'яподібним квітам, ретельно відфільтровуючи воду в пошуках їжі. Трубчасті хробаки лежали серед донних відкладень, ворушачи своїми щупальцями в насиченій детритом воді. Примітивні голкошкірі, родичі сучасних морських зірок і морських їжаків, усе своє життя проводили в товстому шарі мулу. Було там і безліч великих плоских тварин у формі млинця; ці схожі на медуз створіння також, зважаючи на все, жили на мулистому дні. А над ними в морській воді повільно пропливали дійсні медузи.
В Едіакарських відкладеннях зустрічаються численні скам'янілі відбитки м'якотілих тварин, що плазували колись по морському дну. У деяких місцях у мулі запам'яталися парні V-подібні мітки, схожі на подряпини, залишені парами крихітних ніжок. Можливо, це сліди примітивних артропод, або членистоногих, — віддалених предків викопних трилобітів, а також сучасних нам комах — павуків і скорпіонів. Правда, твердих решток цих тварин поки не виявлено: як видно, вони ще не мали твердого панциру.
Усі тварини Эдіакар були м'якотілими. Там жило безліч різновидів медуз (1). Диксонії (2) і сприггіни (3) були плоскими червоподібними істотами. Сприггіна мала вздовж боків безліч крихітних плавальних пластинок, як у сучасних морських хробаків. Можливо, ця тварина — предок трилобітів. Харніодиск (4), і птеридиній, листоподібні морські пера були колоніями крихітних тварин, схожих на гідр, що відфільтровують з води частки їжі. А от трибрахидій (7) для нас повна загадка. У нього був Y-подібний центральний рот із щетинкоподібними відростками. Можливо, він — предок сучасних голкошкірих.

## Інтернет-ресурси
- ОДНА З НАЙДРЕВНІШИХ ДІЛЯНОК ЗЕМНОЇ КОРИ